# Bloemencorso Leersum
Bloemencorso Leersum is een jaarlijks evenement in de Nederlandse plaats Leersum (provincie Utrecht), dat gewoonlijk gehouden wordt in het derde weekend in augustus. Naast de optocht zijn er dat weekend ook andere activiteiten in Leersum. 
Op zaterdag rijden de corsowagens twee rondes door Leersum. De meer dan veertig praalwagens zijn voorzien van miljoenen dahlia's. Op een van de wagens rijdt de koningin van het bloemencorso. Op het parcours rijdt de Corso Express, dweilorkesten zorgen voor de muzikale omlijsting. De wagens worden op zondag in het dorp tentoongesteld. 

## Geschiedenis
Het Bloemencorso Leersum bestaat sinds 1952. Het kwam voort uit de festiviteiten op Koninginnedag. Die dag werd tijdens de regeringsperiode van koningin Wilhelmina op 31 augustus gevierd. In Leersum reden in de optocht fietsjes en karretjes mee die versierd waren met heide, mos en oranje bloemen: goudsbloemen en afrikaantjes.
Toen Koninginnedag op 30 april werd gevierd werd bleven de Leersummers hun bloemenoptocht in augustus houden. Vanaf 1953 werd het eerste echte bloemencorso georganiseerd met praalwagens en versierde auto’s. Dit gebeurde onder de naam ‘Bloemencorso Midden-Nederland’. In de beginjaren was het hele dorp verlicht en werden de gevels van de huizen versierd met bloemen. De wagens waren versierd met sparrengroen en bosjes gladiolen en anjers.

## Prijzen
Tijdens de doorkomst bij de tribune worden de prijzen bekendgemaakt. De winnaar krijgt de ereprijs van de gemeente Utrechtse Heuvelrug. Andere prijzen zijn er voor:
- Grote Praalwagens (+60.000 dahlia’s)
- Kleine praalwagens (20.000-60.000 dahlia’s)
- Grote jeugdwagens (10.000-30.000 dahlia’s)
- Kleine Jeugdwagens (2.500-10.000 dahlia’s)
- Mini jeugdwagens (-2.500 dahlia’s)

Hiernaast worden prijzen gegeven voor onder andere originaliteit, kunstzinnigheid, figuratie en presentatie. Er is tevens een persprijs, een pechprijs en een publieksprijs.